# دانييلي الكسندر
دانييلي الكسندر (بالإنجليزية: Daniele Alexander)‏ هي عازفة بيانو ومغنية مؤلفة أمريكية، ولدت في 2 ديسمبر 1954 في فورت وورث في الولايات المتحدة.

## وصلات خارجية
- دانييلي الكسندر على موقع ميوزك برينز (الإنجليزية)